# Ruta Estatal de California 137
La Ruta Estatal de California 137, y abreviada SR 137 (en inglés: California State Route 137) es una carretera estatal estadounidense ubicada en el estado de California. La carretera inicia en el Oeste desde la SR 43     cerca de Corcoran hacia el Este en la SR 65     cerca de Lindsay. La carretera tiene una longitud de 46,7 km (29 mi).

## Mantenimiento
Al igual que las autopistas interestatales, y las rutas federales y el resto de carreteras estatales, la Ruta Estatal de California 137 es administrada y mantenida por el Departamento de Transporte de California por sus siglas en inglés Caltrans.

## Cruces
La Ruta Estatal de California 137 es atravesada principalmente por la  SR 99     en Tulare.
| Condado | Localidad | Miliario | Destinos                                             | Notas                             |
| --- | --------- | -------- | ---------------------------------------------------- | --------------------------------- |
| Kings KIN 0.00-2.06 |           | 0.00     | Whitley Avenue – Corcoran                            | Continuación más allá de la SR 43 |
| Kings KIN 0.00-2.06 |           | 0.00     | SR 43 – Hanford, Wasco                               |                                   |
| Tulare TUL 0.00-27.40 |           |          | Road 36 – Stratford                                  |                                   |
| Tulare TUL 0.00-27.40 | Tulare    | 16.63    | SR 99 – Sacramento, Los Ángeles                      | Interchange                       |
| Tulare TUL 0.00-27.40 | Tulare    | 17.51    | SR 63 norte (Mooney Boulevard) – Visalia             |                                   |
| Tulare TUL 0.00-27.40 |           | 20.46    | CR J15 norte (Road 140) – Visalia                    | Extremo Oeste del CR J15          |
| Tulare TUL 0.00-27.40 |           |          | CR J15 sur (Road 152) – Woodville                    | Extremo Este de CR J15            |
| Tulare TUL 0.00-27.40 |           | 23.90    | CR J23 (Road 168) – Farmersville                     |                                   |
| Tulare TUL 0.00-27.40 |           | 27.40    | CR J27 (Road 196) SR 65 – Lindsay, Exeter, Plainview |                                   |
| 1.000 mi = 1.609 km; 1.000 km = 0.621 mi Cerrada/Antigua • Terminal concurrente • Acceso incompleto • Propuesta/Sin abrir |           |          |                                                      |                                   |